# الحويش
الحويش هي قرية لبنانية من قرى قضاء عكار في محافظة الشمال. تقع في تجمع للقرى يسمى جرد عكار. تتميز بطبيعة رائعة بين جبل و نهر و اراضي زراعية 
كما تتميز بالعيش المشترك بين الطوائف الاسلامية و المسيحية و تعتبر جغرافياً من أكبر القرى في جرد عكار .
تجمع القرابة معظم سكان القرية اما برابط الدم و اما برابط الزواج بين العائلات .

عائلات الحويش :
نوح
حمود
حسون
علي
الأكومي
خضر
حسن
الحاج
عبد القادر
حمزة
الضناوي
بطرس
شاهين
السيد
المهتدي
ابراهيم